# Victim of Love
Victim of Love je třinácté studiové album anglického hudebníka Eltona Johna. Vydáno bylo v říjnu roku 1979 společnostmi MCA Records (Spojené státy americké) a The Rocket Record Company (Spojené království). Producentem alba a spoluautorem většiny písní byl Pete Bellotte. Sám Elton John není autorem žádné z písní a rovněž na albu vůbec nehraje (pouze zpívá). Albu se nedostalo téměř žádného úspěchu – sám Elton John na jeho propagaci neodehrál žádné koncertní turné a písně z této desky do svých koncertních setlistů nezařazoval ani v pozdějších letech.

## Seznam skladeb
1. „Johnny B. Goode“ (Chuck Berry) – 8:06
2. „Warm Love in a Cold World“ (Pete Bellotte, Stefan Wisnet, Gunther Moll) – 4:30
3. „Born Bad“ (Bellotte, Geoff Bastow) – 5:16
4. „Thunder in the Night“ (Bellotte, Michael Hofmann) – 4:40
5. „Spotlight“ (Bellotte, Wisnet, Moll) – 4:24
6. „Street Boogie“ (Bellotte, Wisnet, Moll) – 3:56
7. „Victim of Love“ (Bellotte, Sylvester Levay, Jerry Rix) – 4:52

## Obsazení
- Elton John – zpěv, doprovodné vokály
- Michael McDonald – doprovodné vokály
- Keith Forsey – bicí
- Todd Canedy – bicí
- Patrick Simmons – doprovodné vokály
- Thor Baldursson – klávesy, aranžmá
- Tim Cansfield – kytara
- Paulinho da Costa – perkuse
- Roy Davies – klávesy
- Steve Lukather – kytara
- Marcus Miller – baskytara
- Lenny Pickett – saxofon
- Julia Tillman Waters – doprovodné vokály
- Craig Snyder – kytara
- Stephanie Spruill – doprovodné vokály
- Maxine Willard Waters – doprovodné vokály